# サウサンプトン
サウサンプトン（Southampton、 発音、IPA：[saʊθhæmptən]）は、イギリス南部の都市。サウザンプトン、サウスハンプトン、サザンプトンとも表記される。
地方公共団体はサウサンプトン・シティ・カウンシルであり、一層制の単一自治体である。サウサンプトンはセレモニアル・カウンティであるハンプシャーに含まれている。
サウサンプトンはサウサンプトン水道の最北点に位置し、北西と北東からテスト川とイッチェン川が市内を通ってサウサンプトン水道に流れ込む。南東にはニューフォレスト国立公園が所在し、サウサンプトンはニューフォレスト国立公園に最も近い都市である。一帯は1998年にソレント海峡とワイト島の一部と共にラムサール条約登録地となった。
西暦43年、ローマ人が港町として移住後、サクソン人に引き継がれる。11世紀頃ノルマン人に征服され、貿易港として栄えた。かつてはヨーロッパ各地と結ぶ港町として有名となり、定期客船のタイタニック号はここから出港した。
近年は医療と学術が盛んな都市であるが、沿岸部の再開発により商業の発展にも力を入れており、港湾施設は縮小されたが、イギリス有数のコンテナターミナルが所在する。また、いくつかのクルーズ客船の母港となっている。

## 歴史
考古学的な発見により、この地域は石器時代から永住が始まっていたことを示している。
古代ブリトン人からベルガエ人、次いでローマ人によるブリタンニアへと支配権は移り、ローマ人は軍営地に集落と港を形成した。それは現在のビターン・マナーのあたりで、ローマ人がブリテンを去るまで重要な貿易港として使われた。
アングロ・サクソン人によるイングランドの成立後は、イッチェン川に隣接する現在のセント・メアリーに集落を作り、やがて集落をハンプトンと呼ぶようになった。ハンプシャーの名もこれに由来している。

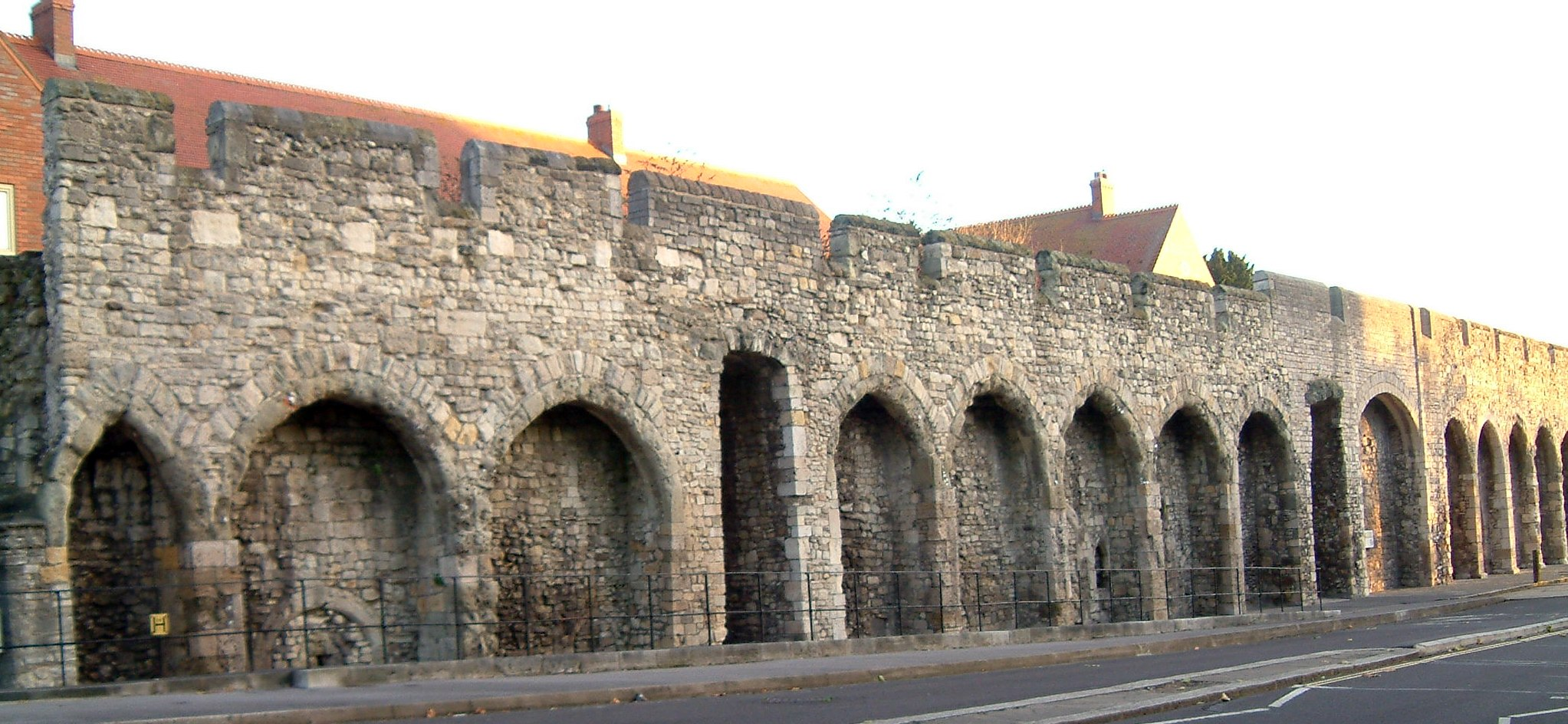
中世に建設された防壁

840年からのヴァイキングによる襲撃で、集落の栄枯があって中世サウサンプトンが確立された。続くノルマン・コンクエストの後、ロンドンやウィンチェスターとノルマンディーを結ぶ連絡港となり、12世紀後半には市街の防衛のためテスト川沿いにモット・アンド・ベイリー式のサウサンプトン城（現存せず）が建設された。
13世紀までにはサウサンプトンは主要な港湾都市となった。主な輸出品はイングランド製の布と綿で、それと引き換えにフランス産のワインが輸入された。
1338年に百年戦争によって対立していたフランス王国（ヴァロワ朝）の海賊が町を襲撃し、略奪行為が行われた。この頃に現在まで残る防壁が町の至るところに建設された。防壁は15世紀に完成したが、ヘンリー8世によってサウサンプトン水道とソレントに新たな防御施設が開発された。
1642年には、イングランド内戦で議会派がサウサンプトンに進駐し、王党派の侵攻を防いだ。これら中世の時期からサウサンプトンでは造船が発達し、町の重要な産業となった。
1415年にケンブリッジ伯リチャード・オブ・コニスバラ、マシャム男爵スクループ、トーマス・グレー卿らがヘンリー5世を暗殺しマーチ伯エドマンド・モーティマーをイングランド王に即位させようとして発覚、大逆罪で有罪を受け、処刑されるというサウサンプトンの陰謀事件が起こった。

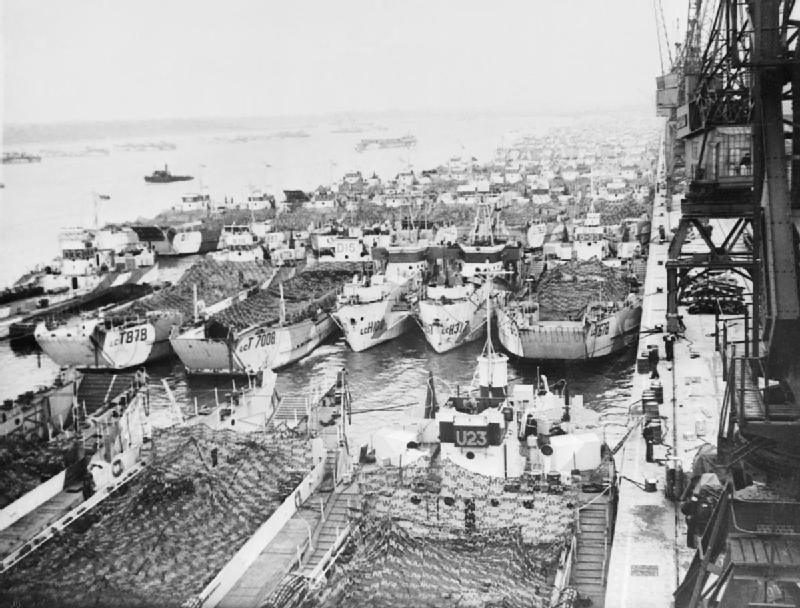
反攻のためサウサンプトンで建造された上陸用舟艇

18世紀になるとサウサンプトンは軍港として機能し、クリミア戦争とボーア戦争に向かう兵隊の多くがサウサンプトンで軍艦に乗り込んだ。1856年にヴィクトリア女王の提案でネットレイ病院が建設され、第一次世界大戦では陸軍の乗船港として栄えただけでなく、多くの負傷者と捕虜を受け入れた。
第二次世界大戦では、1940年に工場を狙った空襲でサウサンプトンは大きな被害を受けた。しかし、病院がアメリカ軍の管理下に移りつつも、1944年ヨーロッパ反攻とその後の戦いによりサウサンプトンは軍事拠点として機能した。
1904年からサウサンプトンに拠点を構えたソーニクロフトは、サウサンプトンに長期に渡って雇用を生み、2つの世界大戦では船の建造と修復を担った。
1740年にサウサンプトンは温泉街となり、1760年代には上質な浜辺がなかったにもかかわらず、人気の海水浴場となった。1840年5月にロンドンとサウサンプトン間に鉄道が開通し、それ以来、世界中に向かう船がサウサンプトンに入港するようになった。

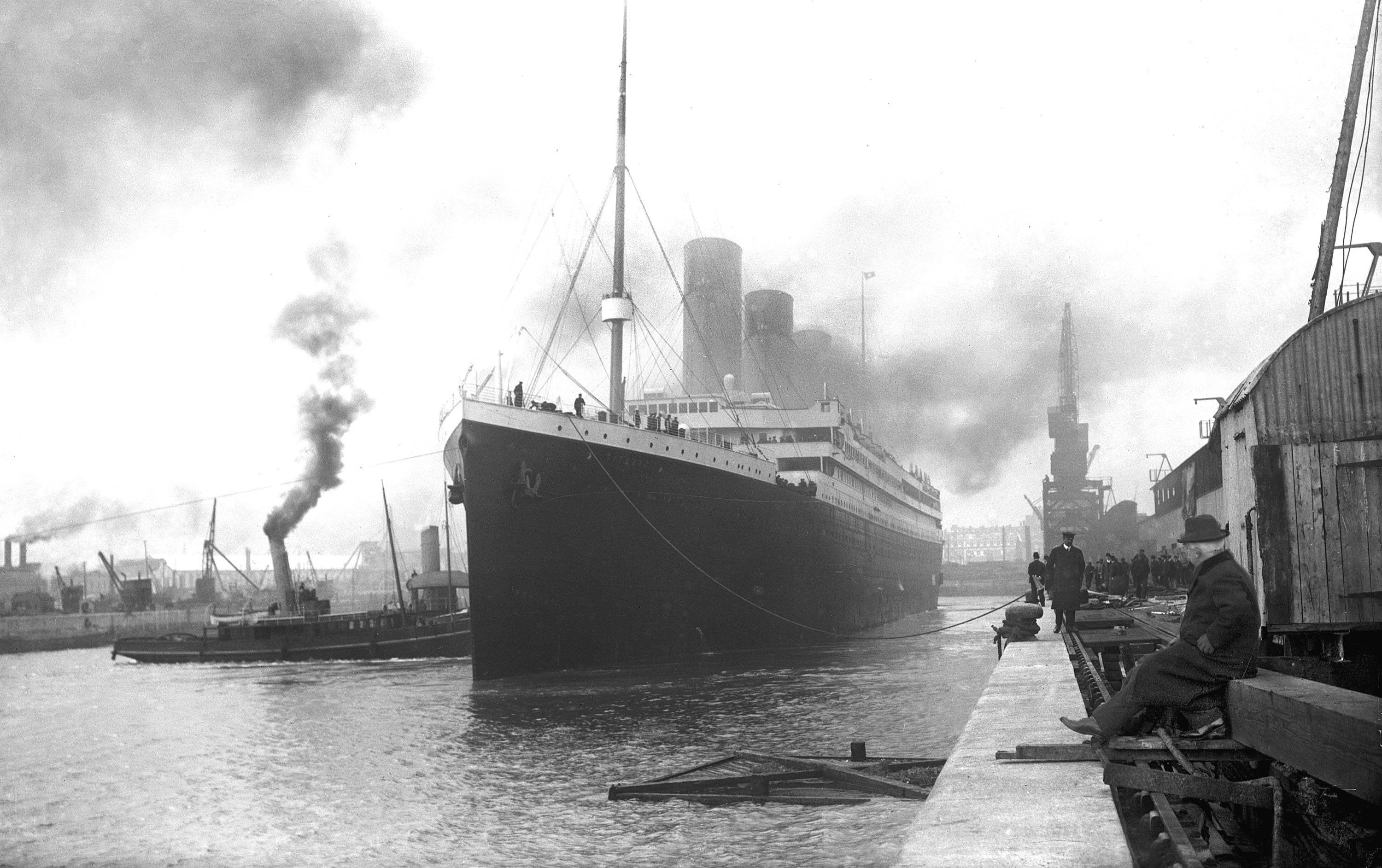
サウサンプトン港を出航するタイタニック号

1912年4月10日に、タイタニック号はサウサンプトン港にある専用の埠頭であるオーシャンドックからニューヨークへとむけた処女航海に出航した。
またタイタニック号を保有するホワイトスターラインのライバル会社であったキュナード・ラインのクイーン・エリザベス号やクイーン・メリー号はサウサンプトンを母港にしている。
2つの世界大戦が終結すると、サウサンプトンの広範囲な地域で再開発が行われた。1920年代に交通渋滞が増加すると、中世に建設された防壁が一部解体された。1862年に建設されたサウサンプトン大学は、1952年に王室勅許 (Royal Charter) を受けて独立した大学（国立大学）となった。1964年にはサウサンプトンはシティに格上げされた。1879年から1949年にかけて、路面電車が運行されていた。

## 行政

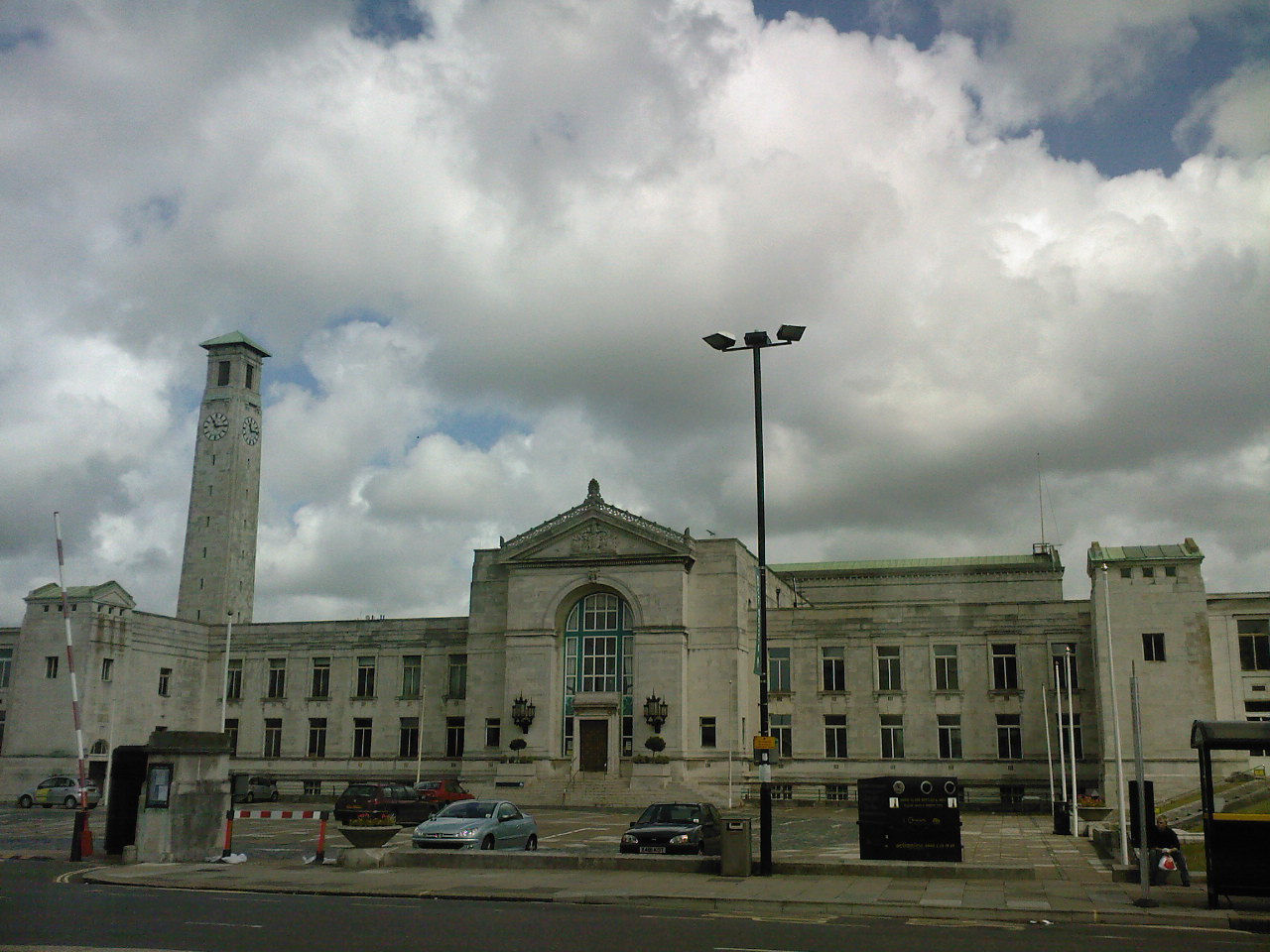
サウサンプトン・シティ・カウンシル

サウサンプトン都心部の地図

1888年地方自治法によりサウサンプトン・シティ・カウンシル（市議会）が開設されて以降、サウサンプトンはハンプシャーのカウンティ内にある特別市 (County Borough) として、行政的にカウンティから独立していた。そのため、カウンティ・オブ・サウサンプトンもしくはサウサンプトンシャーとしても知られていたが、1959年に正式にハンプシャーに編入された。1972年地方自治法が1974年に施行されるとノン・メトロポリタン・ディストリクト (Non-metropolitan district) になったが、それは1992年地方自治法 (Local Government Act) の施行により1997年4月1日に再編成され、単一自治体 (Unitary authority) になった。これにより、サウサンプトンはハンプシャー・セレモニアル・カウンティのディストリクトでありながら、行政的には独立しているようになった。
サウサンプトン・シティ・カウンシルは、定数3の17選挙区から選出される51議員で構成される。選挙は毎年5月はじめに行われ、各選挙区で1名ずつ改選される。そのため、4年に1度、選挙のない年がある。直近の2023年の選挙をうけた各党の議席数は、労働党が35議席、保守党が9議席、自由民主党が3議席、緑の党が1議席である。2022年以降、シティ・カウンシルは労働党が制している。
サウサンプトン選出の庶民院議員は3名である。市東部のサウサンプトン・イッチェン選挙区からは労働党のダレン・パフィーが、市西部のサウサンプトン・テスト選挙区からは労働党のサトヴィール・カウールが、市北部を含むロムジー・アンド・サウサンプトン・ノース選挙区からは保守党のキャロライン・ノークスが選出されている。
行政機関として海事沿岸警備庁の本部、海難調査局の輸送部がサウサンプトンに置かれている。

## 地理
サウサンプトンの地理は、海と川に相当影響される。都市はサウサンプトン水道の北端に位置する。サウサンプトン水道は水深の深い河口で、それは氷期の終わりに形成されたリアス式海岸である。ここへ、テスト川とイッチェン川が流れ込む。テスト川は都市の西端を沿うように流れるが、イッチェン川はサウサンプトンを東西に分けるように都市の中央を流れる。都心は2つの川に挟まれた半島にあり、サケ釣りに理想的な塩沢は、テスト川の河口に位置する。
長年にわたって西部造船所のために多くのウォーターフロントが開発された。開発の埋め立てに使われた土砂の大部分は、サウサンプトン水道を浚渫することによって用意された。このため、サウサンプトン港は世界最大の船が入港できるだけの水深が確保されている。海岸線の形は、双潮と知られる自然現象を引き起こす。これも港は非常に長い満潮の時間が与えられ、大型船の操縦を容易にするというメリットを生んでいる。
| サウサンプトンの気候         | サウサンプトンの気候 | サウサンプトンの気候 | サウサンプトンの気候 | サウサンプトンの気候 | サウサンプトンの気候 | サウサンプトンの気候 | サウサンプトンの気候 | サウサンプトンの気候 | サウサンプトンの気候 | サウサンプトンの気候 | サウサンプトンの気候 | サウサンプトンの気候 | サウサンプトンの気候 |
| 月                           | 1月                  | 2月                  | 3月                  | 4月                  | 5月                  | 6月                  | 7月                  | 8月                  | 9月                  | 10月                 | 11月                 | 12月                 | 年                   |
| ---------------------------- | -------------------- | -------------------- | -------------------- | -------------------- | -------------------- | -------------------- | -------------------- | -------------------- | -------------------- | -------------------- | -------------------- | -------------------- | -------------------- |
| 平均最高気温 °C （°F）       | 8 (46)               | 8 (46)               | 10 (50)              | 12 (53)              | 16 (61)              | 19 (66)              | 21 (69)              | 21 (69)              | 18 (65)              | 15 (59)              | 11 (51)              | 9 (48)               | 14 (56.9)            |
| 平均最低気温 °C （°F）       | 3 (37)               | 2 (36)               | 4 (39)               | 5 (41)               | 8 (46)               | 11 (52)              | 12 (54)              | 13 (55)              | 11 (52)              | 8 (46)               | 5 (41)               | 4 (39)               | 7.2 (44.8)           |
| 降水量 mm （inch）           | 88.9 (3.50)          | 61 (2.40)            | 66 (2.60)            | 48.3 (1.90)          | 55.9 (2.20)          | 53.3 (2.10)          | 40.6 (1.60)          | 55.9 (2.20)          | 66 (2.60)            | 78.7 (3.10)          | 83.8 (3.30)          | 88.9 (3.50)          | 787.3 (31)           |
| 出典：Weather.com 2007-08-03 |                      |                      |                      |                      |                      |                      |                      |                      |                      |                      |                      |                      |                      |

## 産業

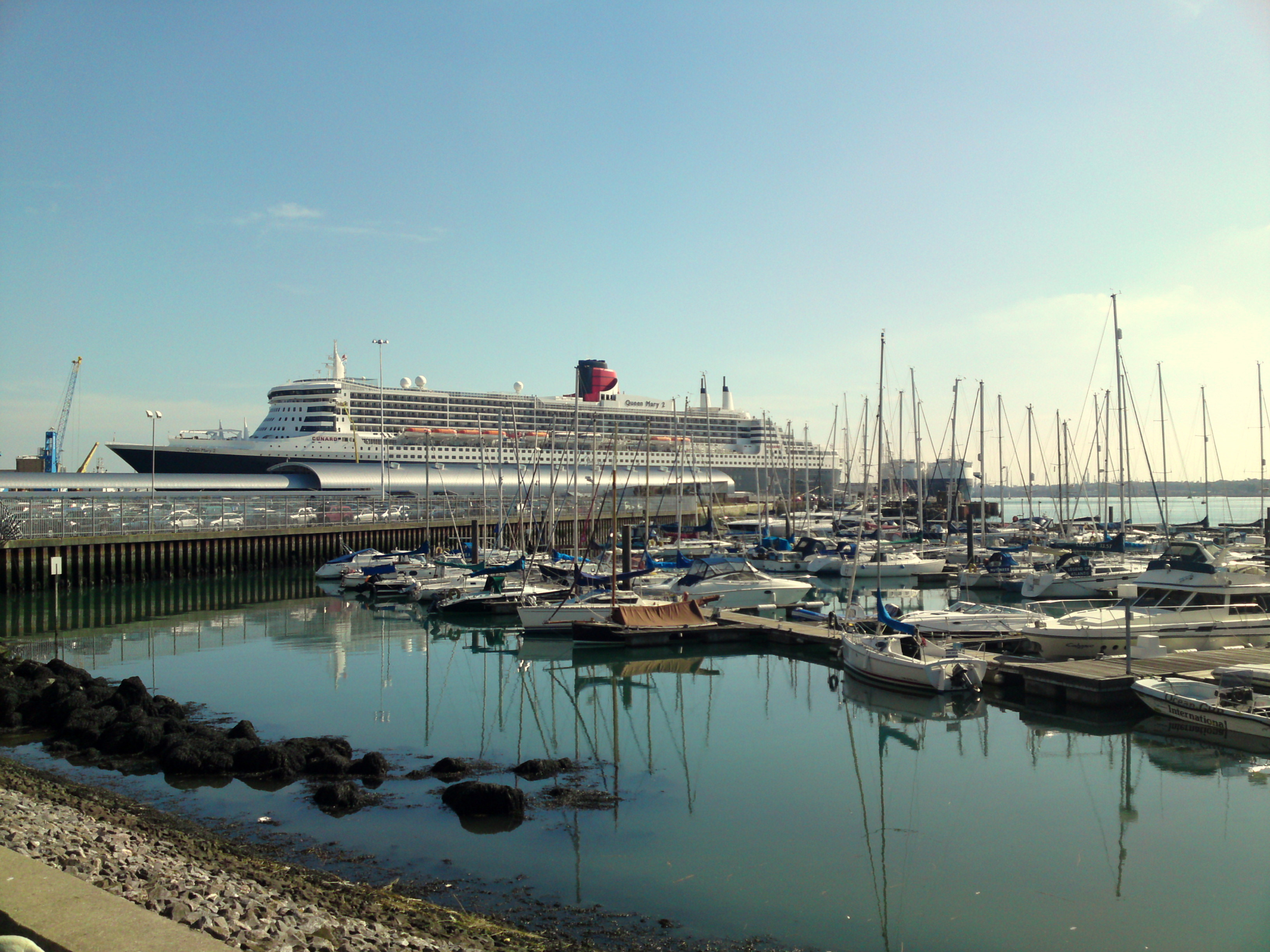
サウサンプトンに寄港したクイーン・メリー2号

サウサンプトン・シティ・カウンシルによるとサウサンプトンには120,305の仕事があり、2007年3月で求職手当を要求している3,570人（シティ内人口の約2.4パーセント）がいる。これは、イングランド全体の平均2.5パーセントに匹敵する。2006年6月の時点でシティ内人口の74.7パーセントが経済的に活発であるとみなされている。サウサンプトンにある仕事の4分の1以上は、保健と教育分野である。19パーセントは不動産と他のビジネスで、3番目に大きな16.2パーセントの分野は卸売りと小売業である。1995年から2004年の間に、サウサンプトンでの仕事は18.5パーセント増加している。
サウサンプトンは海洋事情と常に密接していて、造船所は長きにわたって主要な雇用主であった。定期客船の絶頂期は、20世紀の前半と特に両大戦間の年でイギリスにおける旅客輸送量のほぼ半分を達した。現在もいくつかのクルーズ客船は残り、コンテナターミナルはイギリス海峡の港湾で最大、全イギリスの港湾で総トン数4位を占める大規模な貨物輸送港でもある。しかし、リヴァプールなど他の港町と違い、サウサンプトンはその都心近郊に工場と造船所が長い間置かれていた。これらの移転や閉鎖にともなって再開発が必要な状態となった。

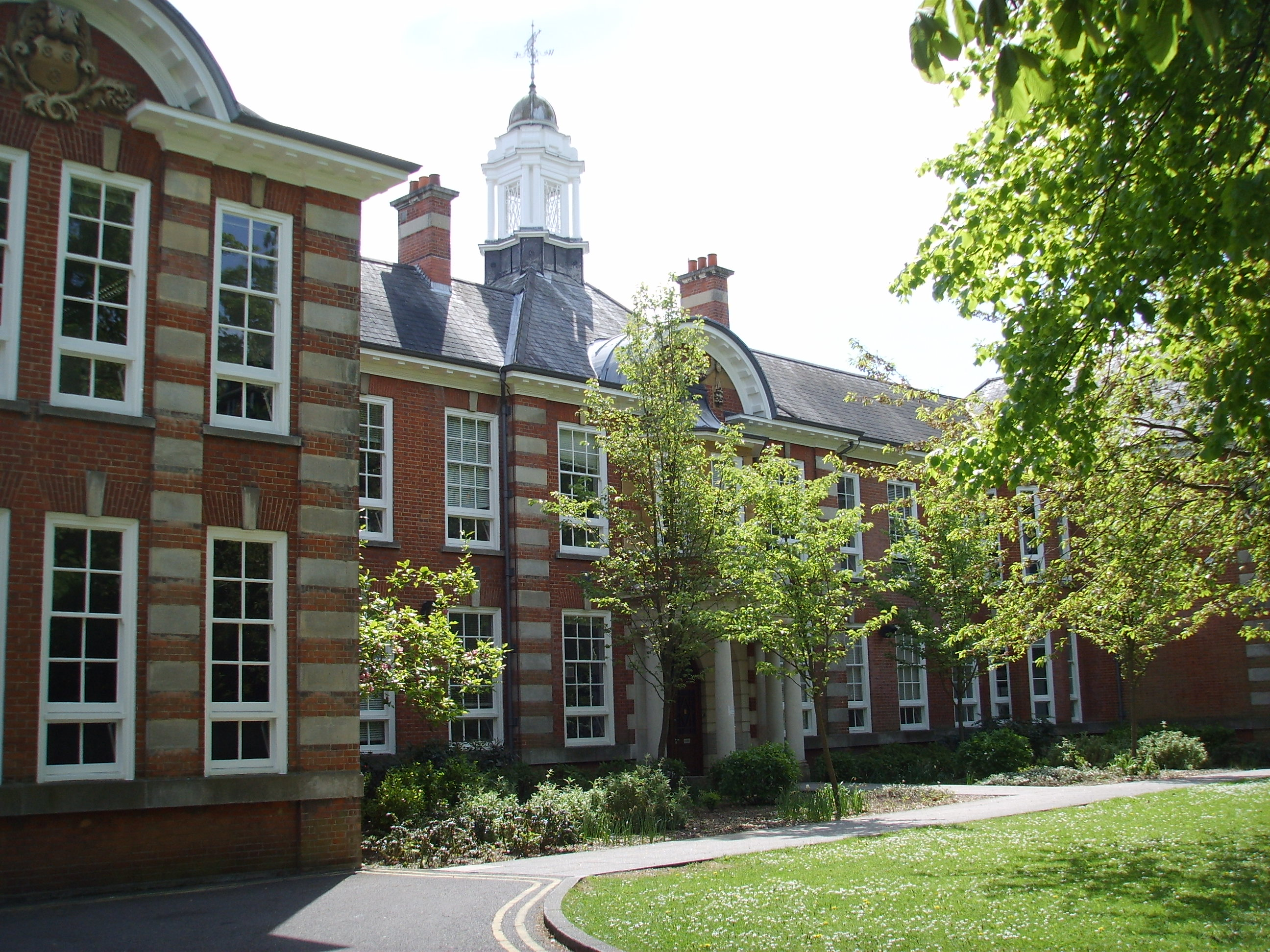
サウサンプトン大学

20世紀後半には伝統的な造船、航空機といった製造業の撤退があったものの、自動車、ケーブル、電気機械、化学工業といった多様な産業がサウサンプトンに進出した。1914年にスーパーマリンの工場がウールストンとスウェイスリングに建設された。スーパーマリンがヴィッカーズの買収されるとスウェイスリングの工場はチルボルトンに移転し、やがてウールストンの工場は閉鎖された。しかし、スウェイスリングの工場跡はM27モーターウェイの建設によって敷地は狭くなったが、1958年にフォード・モーターが組立工場を建設した。また、ソーニクロフトが保有していたウールストンの造船所も2004年3月にポーツマスへ移転したことにより再開発事業へ売却された。
造船や航空機に代わってサウサンプトンに最も雇用をもたらしているのは、サウサンプトン大学病院を筆頭とするサウサンプトン大学病院NHSトラストである。サウサンプトンを含むハンプシャー南西部の住人50万に医療を提供し、チャンネル諸島をはじめイングランド南部の300万人以上の人々に対して専門医療を提供している。NHSトラストには、サウサンプトン総合病院、プリンセス・アン病院、そして緩和医療を提供するカウンテス・マウントバッテン・ハウスなどが含まれ、管理されている。

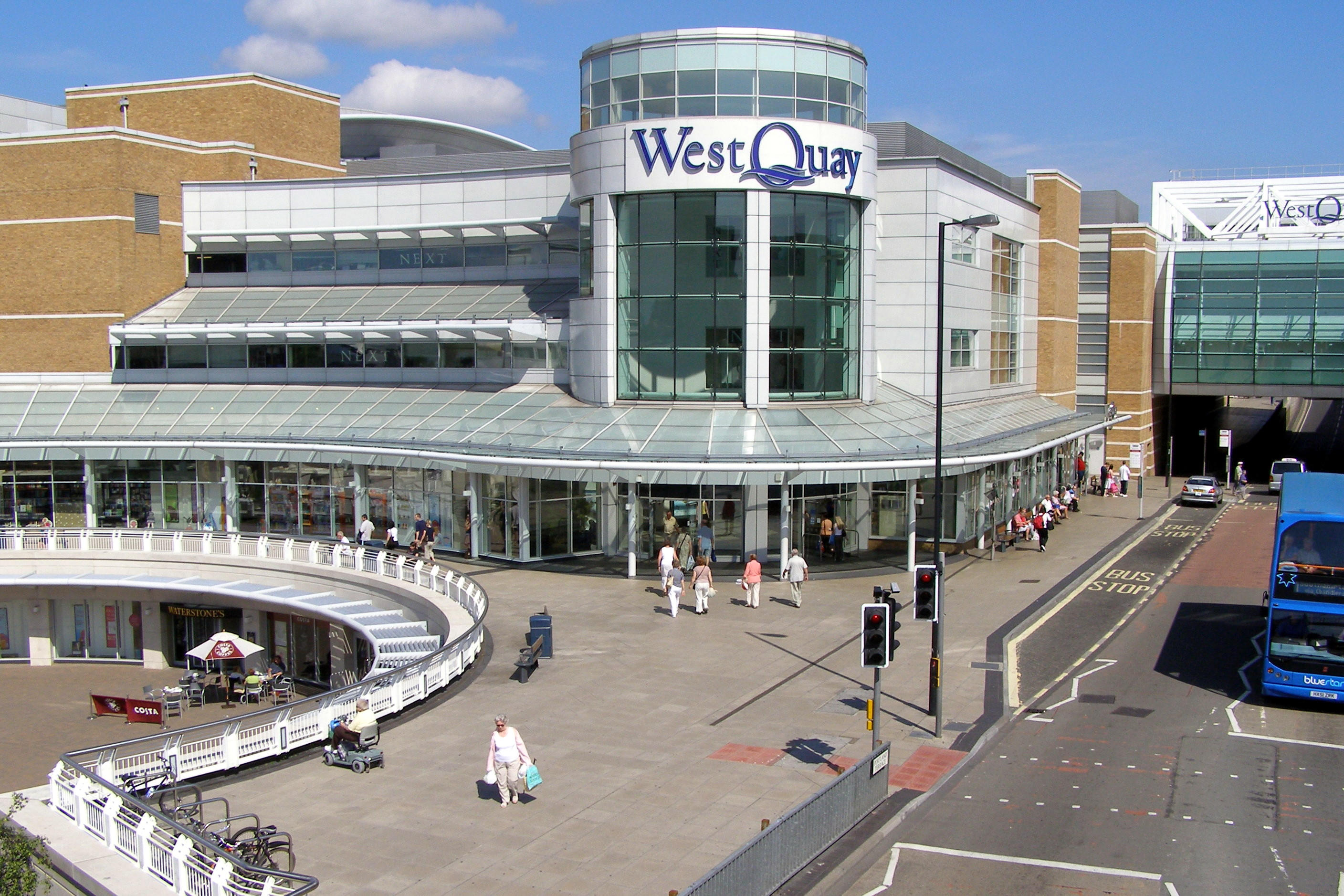
ウェスト・キー (West Quay) ショッピングセンター

サウサンプトンには、測量や基本地図の作成など陸地測量を行うオードナンス・サーベイの本部が置かれており、キュナード・ラインの本社もサウサンプトンにある。また、ロンドンに本社を置くロイドレジスターは、以前から海洋関連の研究をサウサンプトン大学と提携して行っていたが、サウサンプトン大学へ研究部門を移転させることを決定した。
サウサンプトンにおける最大の小売店舗は、ウェスト・キー (West Quay) ショッピングセンターである。2000年9月に開店し、イギリスでも大規模なショッピングセンターの一つに数えられている。2009年2月12日にはウェスト・キー近くにスウェーデン大手家具店のイケアが開店した。 他にもモール・マーランズ (Mall Marlands)、バーゲート・センター (Bargate Centre)、イースト・ストリート・センターといったショッピングセンターは、小規模な小売店舗向けで専門店街に指定されている。イギリス全体におけるサウサンプトンの小売売上高は、2008年時に13位となった。

## 再開発

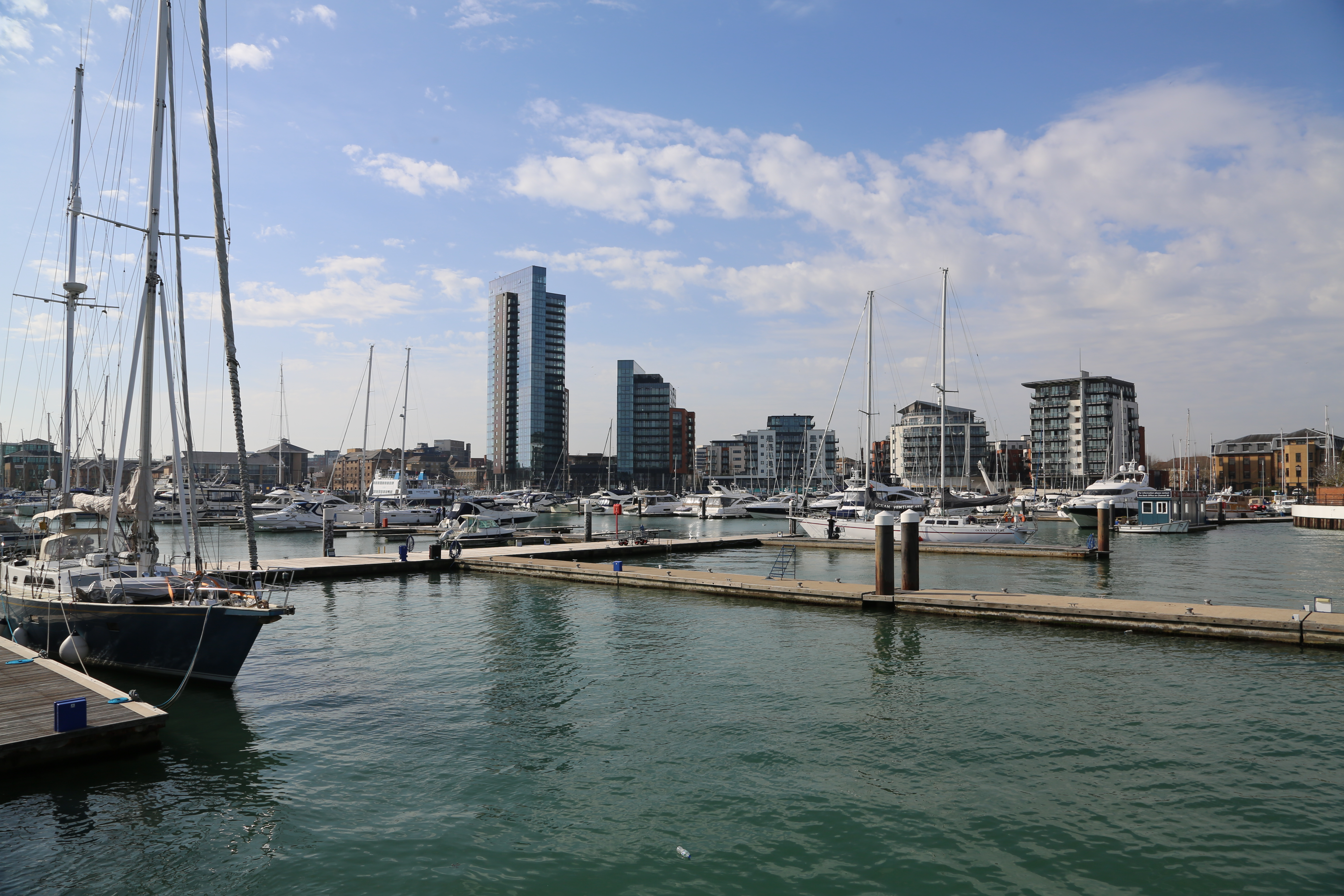
サウサンプトンにあるウォーターフロント

ショッピングセンターの建設はウェスト・キー開発の第二段階で、第一段階はウェスト・キー・リテール公園であった。ウェスト・キーは1960年代に建設された港やドックが所在していたが、1996年までに国内の船便を除いて利用されなくなった。その港を除いた土地は売却され、ここがウェスト・キー開発に使用された。第三段階では、ウォーターマーク・ウェストキーの名でより多くの店舗、住宅、ホテル、公共広場を建設することが計画されている。他にもカーニバル・クルーズの事務所が2009年に建設され、サウサンプトンはカジノ建設の許可を取得した。
経済の発展により、サウサンプトンは再開発を促進している。主要なプロジェクトとして、サウサンプトン最初の摩天楼をウォーターフロントに形勢することで、3つの23階建てタワーは、アパート区画、オフィスビル、店舗に囲まれ、都心には21階建てホテル、オーシャン・ヴィレッジ・マリーナには15階建てホテルの建設が提案された。
サウサンプトンはイギリス唯一の地熱発電所を備える都市である。都心のシティ・カウンシル、ウェスト・キーをはじめ、オフィスビルやホテルに地域熱供給を行っている。ブリティッシュ・ガスによって実施されたイギリス主要都市での炭素排出量の調査において、サウサンプトンは低排出量のグループであると評価された。

## 交通

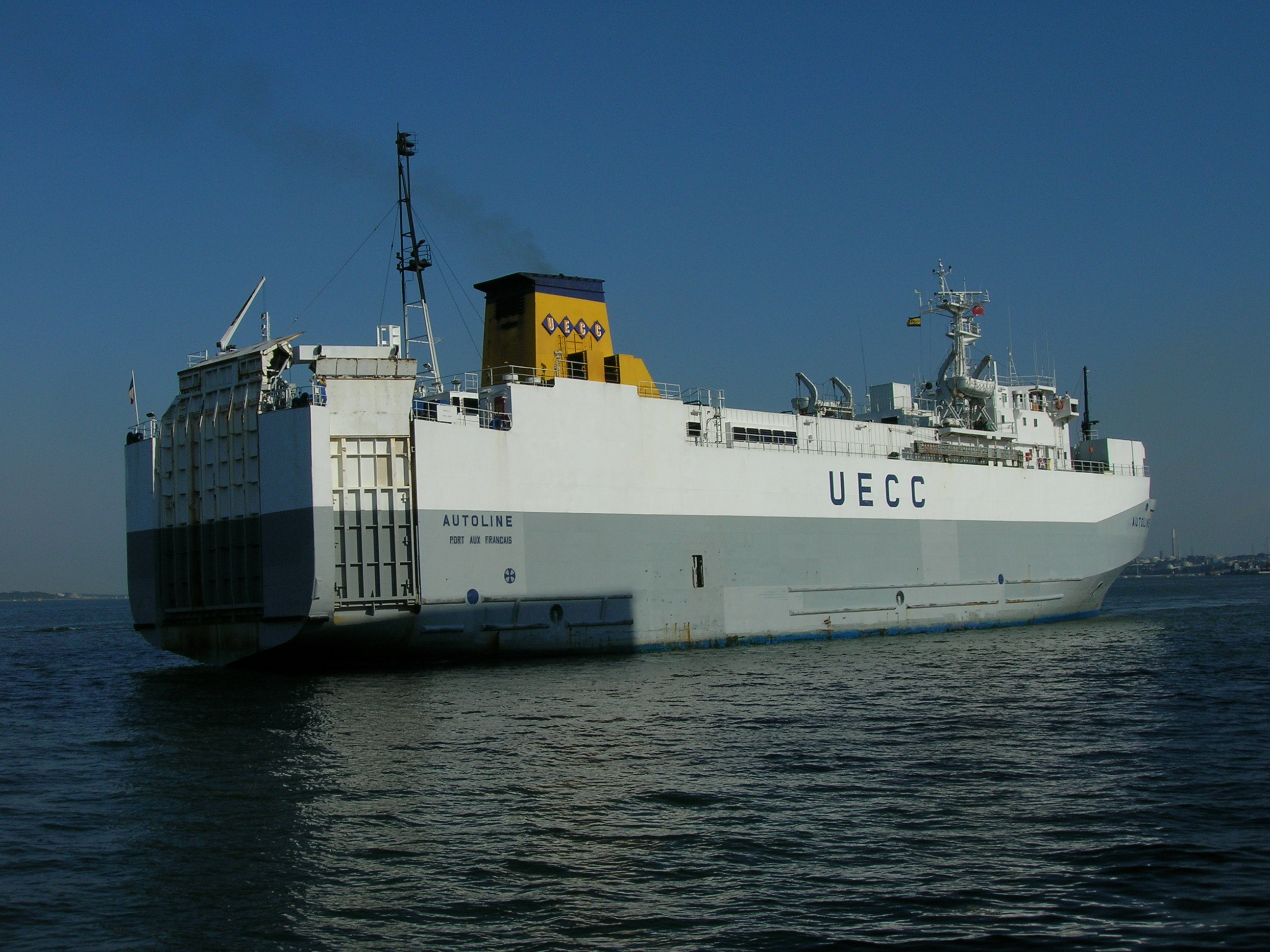
サウサンプトンで運航中のオートラインのカーフェリー

イギリス海峡横断フェリーの中心はサウサンプトンではなくなったため、国内で運航されている3本のフェリーの終点となっている。これらはウェスト・キー近くの港に集中しており、そのうちの2本はワイト島のカウズへ向かうカーフェリーと双胴船でレッド・ファンネルによって運航されている。ハイス・フェリーによって運航されているフェリーは、サウサンプトンの対岸ハイスと結んでいる。
サウサンプトンには港があるため、周辺とのアクセスは良好である。M27モーターウェイはイングランド南部の都市を結び、バイパス道路のようにサウサンプトン北方を走る。M3モーターウェイはロンドンへの直通である。また、M3モーターウェイはウィンチェスターからA34ロードに入ることでバークシャーを経てオックスフォードシャーに通じている。M271モーターウェイはM27からウェスタン・ドックズへの延長で、A3027ロードを経て都心に出られる。
サウサンプトンの北にあるイーストリーにサウサンプトン空港が所在し、AGS Airports が管理している。空港には鉄道が頻繁に乗り入れており、バスも少数が空港行きで運行されている。

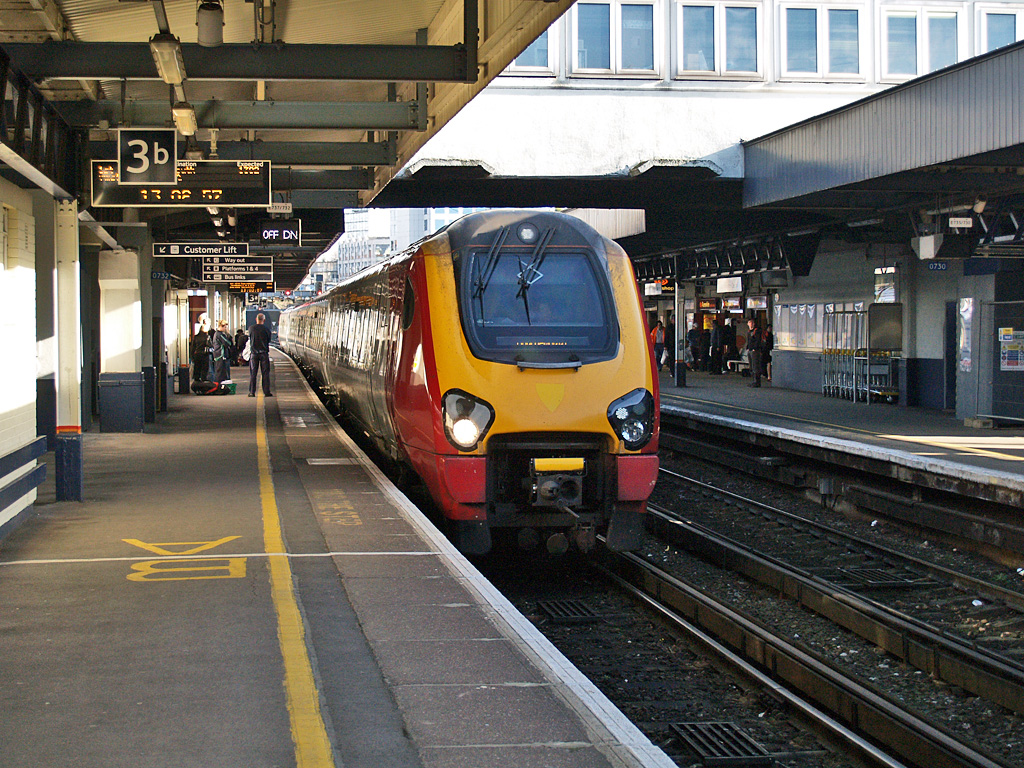
サウサンプトン・セントラル駅

サウサンプトンにはネットワーク・レールも整備されており、ナショナル・レールの一部としてドックへの貨物輸送と各駅への旅客輸送の双方が利用されている。シティの主要駅は、サウサンプトン・セントラルである。鉄道路線が東はポーツマス、北はウィンチェスターを経てロンドン、西はソールズベリーやボーンマスへ続いている。地方路線ではスウェイスリング、セイント・デニス、ミルブルック、レッドブリッジ、ビターン、ショーリング、ウールストンの駅があり、サウサンプトンの都心、南部、東部など近隣の町を繋いでいる。

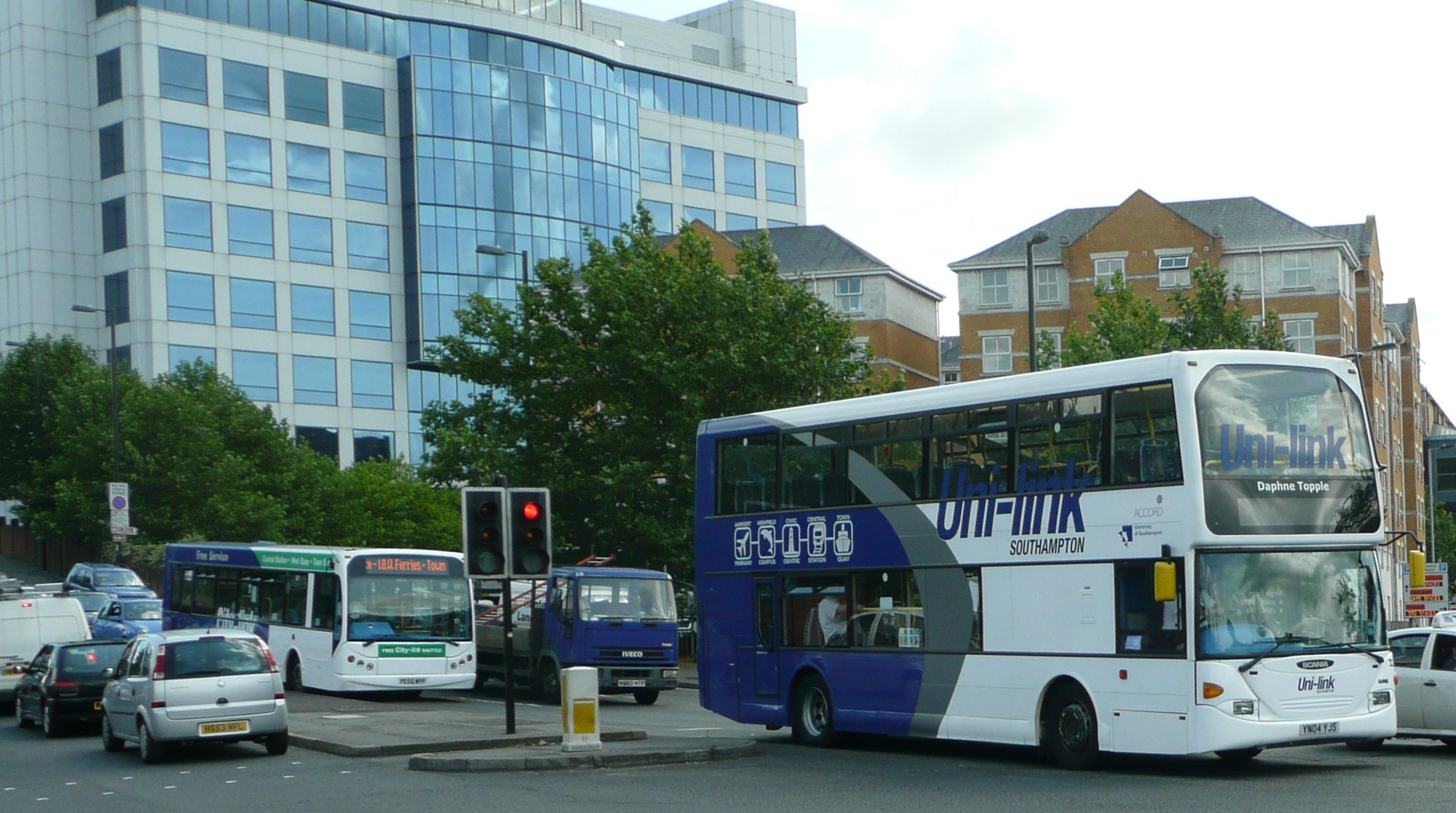
駅に向かうUni-linkとエンタープライズのバス

現在バスは多数の住人が利用する公共交通機関である。主なバス運行会社はファースト・ハンプシャー・アンド・ドーセットとブルースターであり、ブリジャン・ツアーズ、ステージコーチ、ビロード、ウィルツ・アンド・ドーセットなどがある。その他の大きなバスサービス事業は、Uni-linkである。Uni-linkは朝早くから真夜中まで運行しており、サウサンプトン大学から大学と住宅街の間も営業するよう依頼された。以前、エンタープライズによって提供され、現在はブルースターが管理している。
フリー・バスには、City-linkとシティ・ループがある。City-linkはウェスト・キーを経由し、レッド・ファンネルのフェリーターミナルやセントラル駅など広範囲で運行され、シティ・リンクもまたブルースターによって運営されている。また、サウサンプトン・ダイヤル・ア・ライドと呼ばれている公共交通機関にアクセスすることができない住人向けに、ドア・ツー・ドアの小型バスもある。これはシティ・カウンシルによって運営資金を供給され、SCA サポート・サービシーズによって運行されている。
主なバスターミナルは2つある。最大の運行会社であるファーストは、パウンド・トリー・ロードにバスターミナルを設けている。ここは、ウェスト・キーのターミナルを利用できる他の運行会社は通過する。Uni-linkとウィルツ・アンド・ドーセットは、いずれに向かう場合でもウェスト・キーを通過し、道路に沿った停留所を終点にしている。一部のブルースターは、ウェスト・キー近辺やバーゲートを通過し、ハノーバー・ビルで停車する。

## 文化

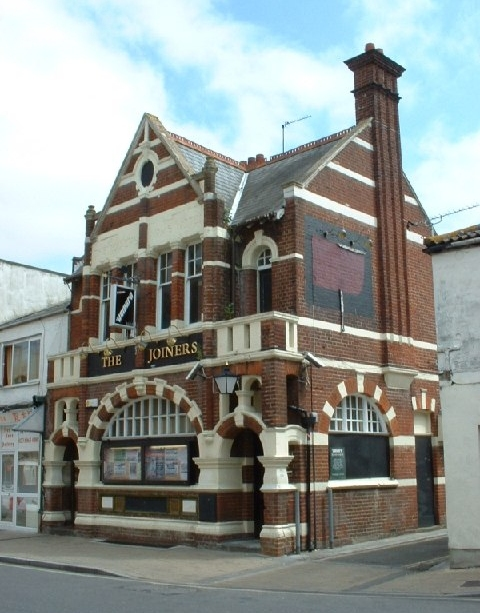
ジョイナー

サウサンプトンは、その安価な生活費と交通費、そして、多数の大型バー・クラブが所在するため、イギリスの18歳から30歳の独身向けに最高な居住地だと評価された。男性全体では7位だったが、女性全体のそれはロンドンに次ぐ2位となった。
クレイグ・デイヴィッド、コールドプレイのドラマーであるウィル・チャンピオン、ハワード・ジョーンズなどの出身地はサウサンプトンである。サウサンプトンには、ジョイナー (Joiners) を始めとする多数のミュージックホールがある。ジョイナーは、オアシス、レディオヘッド、グリーン・デイ、スウェード、PJ ハーヴェイ、マニック・ストリート・プリーチャーズ、コールドプレイ、ザ・リバティーンズ、フランツ・フェルディナンドなどがホストとして活動したことがある。
最も大きい劇場は、2,300人の収容力があるメイフラワー・シアター (Mayflower Theatre) である。レ・ミゼラブルやロッキー・ホラー・ショーといったミュージカルや映画を提供している。サウサンプトン大学のハイフィールドキャンパスに所在するナフィール・シアターは、地元団体に会場としても利用される。

### スポーツ
- サウサンプトンFC

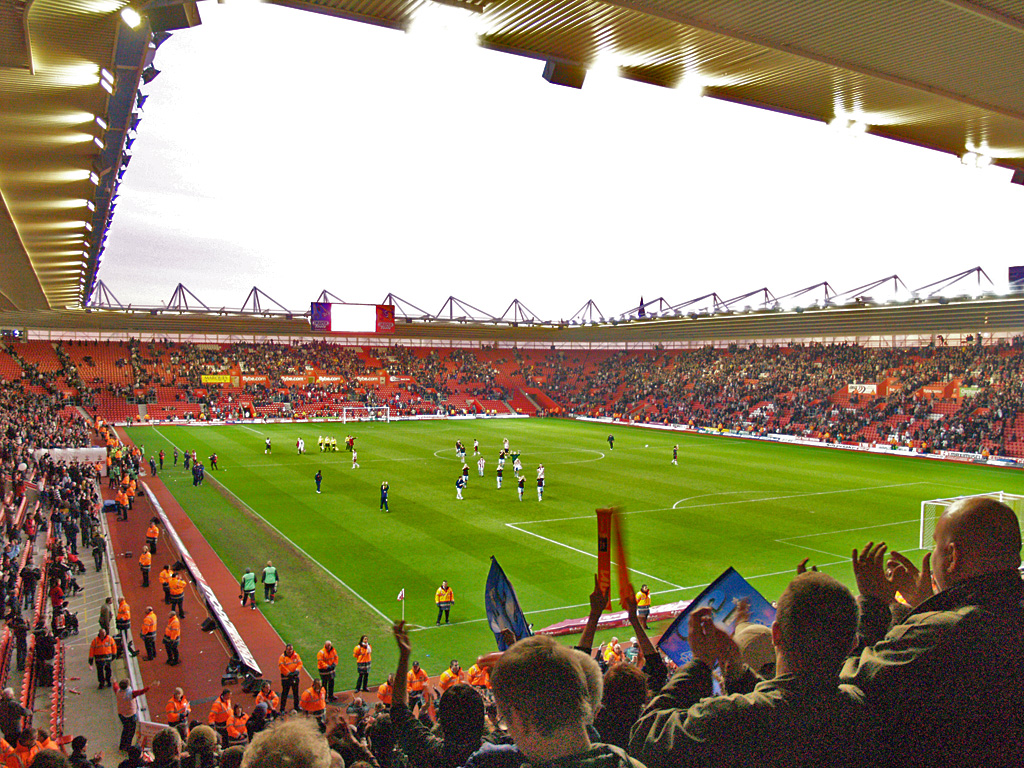
セント・メリーズ・スタジアム

セント・メリーズ・スタジアムを本拠地とするサッカークラブ。1983-84シーズンにプレミアリーグの前身であるフットボールリーグで2位となったが、2009-10シーズンには3部リーグであるフットボールリーグ1まで降格してしまった。しかし、2011-12シーズンにチャンピオンシップ2位でプレミアリーグに復帰した。2015-16シーズンにプレミアリーグで6位に入るなど地位を確立し、2022-23シーズンまで継続してプレミアリーグに所属し続けた。降格後の2023-24シーズンもチャンピオンシップ2位で1年でのプレミアリーグ復帰を果たした。

## 出身人物
- クレイグ・デイヴィッド - ミュージシャン、DJ、音楽プロデューサー
- ジョン・エヴァレット・ミレー・画家
- ウィル・チャンピオン・ロックバンド、コールドプレイのドラマー
- ケン・ラッセル - 映画監督
- マシュー・デイヴィス - フィギュアスケート選手
- ベニー・ヒル - コメディアン
- ゲイリー・チョーク - 俳優・声優
- リシ・スナク - 第79代首相

## 友好都市
友好都市
- ル・アーヴル, フランス（1973年～）
- レムス=ムル=クライス, ドイツ（1991年～）
- カリシュ, ポーランド

姉妹都市
- ハンプトン、バージニア州、アメリカ合衆国
- 青島、中華人民共和国（1998年より）

姉妹港
- 釜山広域市, 大韓民国（1978年より）